# Kūb Sarā
Kūb Sarā (persiska: كوهپايِه سَرا, كوب سرا, Kūhpāyeh Sarā) är en ort i Iran.   Den ligger i provinsen Mazandaran, i den norra delen av landet, 130 km nordost om huvudstaden Teheran. Kūb Sarā ligger 208 meter över havet och antalet invånare är 804.
Terrängen runt Kūb Sarā är kuperad åt sydväst, men åt nordost är den platt. Runt Kūb Sarā är det tätbefolkat, med 286 invånare per kvadratkilometer. Närmaste större samhälle är Shīr Savār, 17,7 km norr om Kūb Sarā. I omgivningarna runt Kūb Sarā växer i huvudsak blandskog.